# Canapi
Canapi este un oraș în statul Alagoas (AL) din Brazilia.